# École Vitruve
Pour les articles homonymes, voir Vitruve (homonymie).
L’école Vitruve est une école publique située à Paris, bénéficiant d'une pédagogie différente au sein de l’Éducation nationale.
Elle doit son nom à son implantation initiale en 1962, rue Vitruve, et l’a conservé après son déménagement en 1992 au 3 passage Josseaume, dans le quartier de Charonne du 20e arrondissement de Paris.

## Histoire
L'école  a été créée par une équipe d'instituteurs en 1962 et initiée par Robert Gloton, pédagogue, inspecteur de l'Éducation nationale, et militant du courant pédagogique d'Éducation nouvelle au sein du Groupe français d'éducation nouvelle (GFEN). 
L'école était originellement située rue Vitruve, dans une circonscription où l'échec scolaire était important : 30 % des élèves avaient redoublé au cours préparatoire, 50 % à la fin du primaire. Avec une équipe constituée d'instituteurs volontaires, Robert Gloton monte un projet de lutte contre l'échec scolaire englobant l'école Vitruve, qui affiche alors les plus mauvais résultats, et des écoles avoisinantes. Ce projet sera également connu sous le nom de Groupe expérimental du XXe arrondissement de Paris.
L'expérience est concluante : l'ensemble des élèves accède à la classe de 6e, ce qui nécessitait à l'époque le passage d'un examen. Elle ne continuera cependant qu'à l'école Vitruve ; il n'a pas eu l'effet « tache d'huile » escompté par Robert Gloton, et les autres écoles de sa circonscription continuent à travailler selon des méthodes traditionnelles. 
L'école Vitruve continue à fonctionner en équipe depuis cette date.

### Vidéographie
- On n'est pas des minus (1984), réalisé par Jean-Michel Carré, production Les Films Grain de Sable.
- Vitruve, une école de la République (2003), réalisé par Richard Hamon, production Mosaïque Films.
- On ne peut pas faire boire un cheval qui n'a pas soif (2009), réalisé par Maud Girault et Jonathan Duong.